# Danúbia Wessler
Danúbia Marcela Wessler est une ancienne joueuse brésilienne de volley-ball née le 25 septembre 1978. Elle mesure 1,83 m et jouait au poste de réceptionneuse-attaquante. 

## Clubs
| Club                   | De        | À         |
| ---------------------- | --------- | --------- |
| Joinville/SC           | 1995-1996 | 1997-1998 |
| Londrina Volei         | 1999-2000 | 1999-2000 |
| Força Olimpica         | 2000-2001 | 2000-2001 |
| A.D. Brusque           | 2001-2002 | 2001-2002 |
| Grêmio de Vôlei Osasco | 2002-2003 | 2002-2003 |
| Macaé Sports           | 2003-2004 | 2003-2004 |
| Pinheiros EC           | 2004-2005 | 2005-2006 |
| São Caetano            | 2006-2007 | 2006-2007 |
| Vôlei Futuro           | 2007-2008 | 2007-2008 |
| A.D. Brusque           | 2008-2009 | 2008-2009 |
| Santa Catarina VC      | 2009-2010 | 2011-2012 |

## Palmarès
- Championnat du Brésil
  - Vainqueur : 2003